# جي كونراد ليفينسون
جي كونراد ليفينسون (بالإنجليزية: Jay Conrad Levinson)‏ (من 10 فبراير\شباط 1933 إلى 10 أكتوبر\تشرين أول 2013) كان كاتب أمريكي في مجال الأعمال، عُرف من خلال تأليفه للكتاب الشهير «تسويق العصابات» الذي نُشر عام 1984.
وُلد في ديترويت في الولايات المتحدة الأمريكية وترعرع في شيكاغو ثم تخرج من جامعة كولورادو. قادته دراسته في علم النفس إلى وكالات التسويق وشمل ذلك عمله في «ليو برنيت (Leo Burnett)» حيث شغل فيها منصب المدير الإبداعي. عاد في وقت لاحق إلى الولايات المتحدة الأمريكية ليعمل كنائب رئيس أول في جي وولتر تومسون (بالإنكليزية J. Walter Thompson) والتي تعرف الآن ب «جي دبليو تي» (بالإنكليزية JWT). قام جي باختراع وتدريس مبدأ «تسويق العصابات» لمدة عشرة سنوات في قسم الإرشاد في جامعة كاليفورنيا في بيركيلي.